# Nototriphora aupouria
Nototriphora aupouria is een slakkensoort uit de familie van de Triphoridae. De wetenschappelijke naam van de soort is voor het eerst geldig gepubliceerd in 1937 door Powell.